# Мамалига (станція)
Мамали́га — проміжна залізнична станція 3-го класу Івано-Франківської дирекції Львівської залізниці на неелектрифікованій лінії Чернівці-Північна — Ларга між станціями Новоселиця (22,5 км) та  Крива (7,8 км). Розташована в  однойменному селі Чернівецького району Чернівецької області.

## Історія
Станція відкрита у 1893 році під час будівництва лінії Чернівці — Ларга.

## Пасажирське сполучення
На станції зупинялися лише приміські поїзди сполученням Чернівці — Ларга — Сокиряни. З 18 березня 2020 року приміський рух припинено на невизначений термін.
До вересня 2021 року через станцію курсував нічний швидкий поїзд № 117/118 «Буковина» сполученням Київ — Чернівці. Через карстовий провал, що утворився на коліях перегону Новоселиця — Мамалига, поїзду було тимчасово змінено маршрут руху через станції Чортків та Тернопіль. З 12 грудня 2021 року, з введенням нового графіку руху на 2021/2022 роки, поїзд був скасований.